# Distrito electoral de Palestine (Illinois)
Palestine (en inglés: Palestine Precinct) es un distrito electoral ubicado en el condado de Randolph en el estado estadounidense de Illinois. En el Censo de 2010 tenía una población de 601 habitantes y una densidad poblacional de 7,18 personas por km².

## Geografía
Palestine se encuentra ubicado en las coordenadas 38°0′16″N 89°48′0″O / 38.00444, -89.80000. Según la Oficina del Censo de los Estados Unidos, Palestine tiene una superficie total de 83.68 km², de la cual 83.12 km² corresponden a tierra firme y (0.66%) 0.55 km² es agua.

## Demografía
Según el censo de 2010, había 601 personas residiendo en Palestine. La densidad de población era de 7,18 hab./km². De los 601 habitantes, Palestine estaba compuesto por el 98.84% blancos, el 0% eran afroamericanos, el 0% eran amerindios, el 0% eran asiáticos, el 0% eran isleños del Pacífico, el 0% eran de otras razas y el 1.16% pertenecían a dos o más razas. Del total de la población el 0.17% eran hispanos o latinos de cualquier raza.